# Gerecht und Geschlecht
Gerecht und Geschlecht ist ein Sachbuch von Luise F. Pusch aus dem Jahre 2014, das 30 Jahre nach ihrem Klassiker der feministischen Linguistik Das Deutsche als Männersprache weitere sprachkritische Glossen, Interviews, Vorträge und Kommentare bündelt, die regelmäßig im Wallstein Verlag erscheinen. Pusch begleitet in diesen Glossen regelmäßig die Debatten, die durch ihre sprachwissenschaftlichen Analysen der letzten Jahrzehnte mit ausgelöst wurden.

## Inhalt
Im Vorwort blickt die Autorin auf das „frauenbewegte Jahr 2013“ zurück, in dem Frauen gegen den alltäglichen Sexismus aufschrien, der durch die sexistische Bemerkung eines Spitzenpolitikers ausgelöst wurde und mit Alice Schwarzers Appell gegen Prostitution endete.
Unter der Rubrik „Lücken im Wortschatz“ zeigt Pusch, wie Frauen in der deutschen Sprache unsichtbar gemacht würden. So gibt es z. B. für die männliche Mätresse im Deutschen keinen Ausdruck. „Anscheinend besteht wenig Bedarf für diese Wörter und die Männer, für die sie gedacht sind“ (S. 9). Zwar ist der Mann mit Mätresse im Leben die Norm, aber in der Literatur kein Thema. Andererseits ist in der Literatur die Frau für die eheliche Untreue zuständig (z. B. Anna Karenina oder Emma Bovary).
Auch die Bezeichnungen für Amtsmissbrauch Nepotismus und Vetternwirtschaft leiten sich beide von Bezeichnungen für Männer ab. So geben auch Wissenschaftlerinnen im realen Leben oft gute Stellen auf, wenn ihr ebenfalls wissenschaftlich tätiger Mann an eine andere Universität berufen wird. Faktisch hat auch die evangelische Pfarrerin in der Regel keinen Pfarr- bzw. Hausmann zur Seite. Das Wort „Haushälter“ ist ungebräuchlich. Zum Ausgleich gibt es den „Zuhälter“, dem wiederum das weibliche Pendant fehlt.
Im „Kampf um das Femininum“ prangert Pusch verschiedene Maskulinismen an, die Frauen in der deutschen Sprache unsichtbar machen. Während die Sprache dem Identitätsbedürfnissen der Männer häufig angepasst wird, war solch ein sprachlicher Wandel für Frauen niemals Usus. So hat sich 2009 der Deutsche Hausfrauenbund umbenannt in „DHB – Netzwerk Haushalt, Berufsverband der Haushaltsführenden e. V.“. Männer finden sich offensichtlich in der Bezeichnung „Hausfrau“ nicht wieder, während Frauen bis heute eine „kaufmännische“ Ausbildung machen müssen. Auch das „Seniorenstift“  ist – im Gegensatz zum „Totensonntag“ und „Altenheim“ – kein geschlechtsneutraler Ausdruck.
Weitere Beispiele solcher Maskulinismen zeigen sich laut Pusch auch in Wikipedia, da sich Kategorien und Links dort immer auf die männliche Form beziehen. Während in Grimms Märchen noch bei gemischtgeschlechtlichen Paaren mit einer neutralen Formulierung Bezug genommen wurde („Wenn eins das andere nicht sah“), sind solche in der heutigen Sprache nicht mehr gebräuchlich. Ein weiteres Beispiel für eine „Vermännlichung der Sprache“ (S. 31) sind falsch benutzte grammatische Formen („Eine Formulierkunst, die seinesgleichen sucht“ oder „Wer war’s, der …“ bei einer reinen Frauengruppe). Immer noch heißt es „Hausherrin“ (mit einer anderen Bedeutung als „Hausfrau“) oder „Landsmännin“ (mit einer anderen Bedeutung als „Landfrau“) oder „ein Raumschiff bemannen“, auch wenn es sich dabei eindeutig um eine Frau handelt. Zudem zeige sich im letzten Beispiel sogar eine männerfeindliche Sprache, da der Mann zum Objekt degradiert werde. Als Alternative schlägt Pusch das Verb „besetzen“ vor.
Obwohl im Deutschen – bis auf den Ahorn – alle Bäume weiblich sind, ist der Baum männlich. Außerdem seien sämtliche Stimmlagen Maskulina, selbst bei den weiblichen Stimmlagen wie Alt oder Sopran. Da offiziell früher nur Männer und Jungen sangen, passte man die femininen Bezeichnungen für ihre Stimmlagen ihrem Geschlecht an. Aus „voce soprana“ wurde so der Sopran. Während die österreichische Nationalhymne „Heimat bist du großer Söhne“ in „Heimat großer Töchter, Söhne“ änderte und damit einer modernen Sprachsensibilität Rechnung trage, spreche die deutsche Hymne noch vom „Vaterland“ und von „brüderlich“.
In einer weiteren Rubrik stellt Pusch Überlegungen an zur Frage, wie das Deutsche als zugleich gerechte und bequeme Sprache aussehen könnte. Laut Pusch brauche es eine „Desexualisierung“ bzw. eine Neutralisierung von Personenbezeichnungen. Denn „-er“ ist keine männliche Endung, da diese Endung auch viele Gerätenamen tragen (z. B. bei Fernseher) und viele maskuline Personenbezeichnungen nicht auf „-er“ enden (z. B. Student, Anwalt, Arzt). Während Maskulina für gemischtgeschlechtliche Gruppen und für hypothetische Personen verwendet werden können, kann das Femininum nie für beide Geschlechter stehen. Pusch setzt sich deshalb für die Abschaffung der Endung „-in“ und der Einführung des Neutrums für Personenbezeichnungen ein: Die, der und das Student. Das Neutrum wird bei Personen benutzt, deren Geschlecht nicht vorab festgelegt werden soll („Wer wird das nächste Bundespräsident?“). „Wenn der Oberbegriff („Autoren“) mit einem seiner Unterbegriffe („Autoren“ vs. „Autorinnen“) identisch ist, könne er nämlich nicht neutral sein (…) Nur wenn es „das Autor“ hieße und wir neben „die Autorin“ auch „der Autoricht“ hätten, wäre „Autor“ neutral“ (S. 58).
Pusch plädiert deshalb für eine Abschaffung diskriminierender Ableitungen von markierten Neben-Formen aus den unmarkierten (bisher generischen) Haupt-Formen. Es sei unbefriedigend, auf ein Suffix reduziert zu werden. Pusch bezweifelt, dass der sogenannte Gender-Gap – der Unterstrich z. B. in „Student_innen“ – das beste Mittel sei, um das Ziel der sprachlichen Gerechtigkeit zu erreichen, da er zu Unverständlichkeit und Leseverdruss führe. Der Gender-Gap soll diejenigen, „die sich nicht als weiblich oder männlich einordnen können oder wollen, sprachlich einen Raum zuweisen (…), die binäre Geschlechterzuordnung aufbrechen“ (S. 124). Pusch weist darauf hin, dass Trans- oder Intersexuelle den Unterstrich nicht brauchen, da sie ja gerade einem der beiden Geschlechter angehören wollen und für Frauen betone der Unterstrich optisch den Status der Zweit- und Drittrangigkeit.
Als Errungenschaft der feministischen Linguistik gilt die erfolgreiche Bekämpfung des „Prototypen-Effekts“, bei dem Männer als Repräsentanten der Gattung Mensch betrachtet werden, und des heterosexistischen Sprachgebrauchs, bei dem Heterosexualität als die Norm betrachtet wird. Immer noch zeige sich jedoch laut Pusch die sprachliche Diskriminierung von Homosexuellen z. B. bei dem Ausdruck „Pärchen“ im Gegensatz zum Paar. Bereits in den 90er Jahren hat sich der Sprachforscher Matthias Behlert Gedanken über ein „entpatrifiziertes“ Deutsch gemacht – weg von der Überspezifikation, hin zur Neutralisierung. Statt „Homo-Ehe“ neben der „normalen“ Ehe sollte es z. B. nur noch „Ehe“ geben.
Ein weiterer Erfolg ist die Neufassung der Straßenverkehrsordnung in geschlechtergerechtem Deutsch im Jahre 2013: So wurden „Radfahrer“ durch „Rad Fahrende“ ersetzt. In Washington State wurden alle Gesetze in eine geschlechtsneutrale Form gebraucht. So wurde aus dem „chairman“ schlicht „chair“ und aus „ombudsman“ einfach „ombud“ (S. 93). Die Pronomina he, his und him wurden durch he or she, his or her und him or her ersetzt. In US-amerikanischen Zeitungen wird zudem niemals die „Rasse“ oder „Ethnie“ von Personen erwähnt. Früher bedeutete eine fehlende Angabe dazu, dass es sich um Weiße handelte.
Als ein Meilenstein gendergerechter Sprache gelte auch das generische Femininum, welches z. B. an der Universität Leipzig 2013 eingeführt wurde und für das sich Pusch starkmacht, damit die Geschlechtsneutralität nicht auf Kosten der sprachlichen Eleganz geht. Pusch dementiert die Polemik des Sprachwissenschaftlers André Meinunger, der das Deutsche deshalb als gerecht und „frauenfreundlich“ wahrnimmt, da das Pluralpronomen formal identisch mit der weiblichen Singularform sei. Pusch kontert, dass „Mutter“ in dem Satz „Gib der Mutter einen Kuss“ auch nicht deshalb männlich sei, weil eine männliche Form verwendet wurde.
Pusch zeigt auf, dass sich Sprache ständig ändert durch diejenigen, die sie benutzen. Durch öffentliches Reden vollzieht sich so ein Sprachwandel und damit wächst ein neues Bewusstsein und eine höhere Sprachsensibilität für Geschlechtergerechtigkeit. Eine weitere Glosse Puschs beschreibt ihre Erlebnisse beim Schreibwettbewerb „Schöne deutsche Sprache“ beim Tag der deutschen Sprache. Hier wurden rein weibliche Gruppen vermännlicht. Pusch nennt dies die „Erfüllung des patriarchalischen Übersolls“, die eine Schein-Männerwelt schaffe, die die weibliche Wirklichkeit sprachlich auslösche. Pusch führt dies darauf zurück, dass feministische Sprachkritik in sprachpflegerischen Kreisen eher verpönt sei. Der letzte Artikel widmet sich dem ökofeministischen Konzept, das davon ausgeht, dass sprachliche Strukturen die anthropozentristische und androzentristische Denkweise erzwingen: So ermorden wir Tiere nicht, sondern schlachten sie und ordnen sie so alleine durch unsere Wortwahl einer anderen Kategorie zu als die Menschen. Auch das Wort „Umwelt“ setze den Menschen als Zentrum und nicht als einen Teil des Ökosystems Erde, welches eine Anschauung reproduziere, die die Welt aus dem Gleichgewicht zu bringen drohe.

## Ausgaben
- Gerecht und Geschlecht: Neue sprachkritische Glossen. Wallstein Verlag, Göttingen 2014. ISBN 978-3-8353-1428-3